# Seirocastnia amalthea
Seirocastnia amalthea là một loài bướm đêm trong họ Noctuidae.